# McCallum (televisieserie)
McCallum is een Engelse detectiveserie (1995 tot en met 1998) rond een forensisch patholoog werkzaam in het mortuarium van het St. Patrick's Hospital in Londen. Hij onderzoekt mysterieuze sterfgevallen. De leden van zijn team vormen een front tegen wetsovertreders en werken samen met het politieteam van Detective Inspector Bracken (Gerard Murphy) en Detective Constable Small (Alex Walkinshaw).
Het team bestaat uit de volgende personen:
- Iain McCallum - Gespeeld door John Hannah. Hij is de forensisch patholoog.

- Angela Moloney - Een rol van Zara Turner. Ze heeft gevoelens voor McCallum, maar laat dat niet weten.

- Sir Paddy Penfold - Gespeeld door Richard Moore. Hij is hoofd van de afdeling pathologie van het ziekenhuis.

- Fuzzy Brightons - Een rol van James Saxon. Hij is de scheikundige van de afdeling..

- Bobby Sykes - Gespeeld door Richard O'Callaghan..

- Nathaniel Parker (bekend als Inspector Lynley) - speelt de rol van Dr. Dan Gallagher.

Seizoen 1 is uitgezonden (door de VARA) en herhaald. Seizoen 2 is uitgezonden in juni-juli 2006.

## Afleveringen
- Serie 1
  - 1. "The Key to My Heart" (28 december 1995)
  - 2. "Sacrifice" (13 januari 1997)
  - 3. "Touch" (27 januari 1997)
  - 4. "Dead But Still Breathing" (10 februari 1997)

- Serie 2:
  - 1. "City of the Dead" (30 december 1997)
  - 2. "Harvest" (13 januari 1998)
  - 3. "Dead Man's Fingers" (3 februari 1998)
  - 4. "Running on Empty" (17 februari 1998)
  - 5. "Beyond Good and Evil" (7 december 1998)